# Ernest Labrousse
Camille-Ernest Labrousse (Barbezieux, 16 marzo 1895 – Parigi, 24 maggio 1988) è stato uno storico francese, specialista in storia economica e sociale, anarchico e poi attivista socialista.
Labrousse stabilì un modello storico centrato su tre nodi – economico, sociale e culturale – inventando la storia quantitativa talvolta chiamata “cliometria”. Evitando le biografie e i resoconti narrativi dei singoli testimoni, che hanno fornito la spina dorsale della storiografia tradizionale, applicò metodi statistici e influenzò un'intera generazione. Fernand Braudel ha affermato che se non fosse stato per Labrousse, "gli storici non si sarebbero mai messi a lavorare così volentieri come hanno fatto sullo studio dei salari e dei prezzi". L'importanza di Labrousse fu anche il risultato del suo incarico alla Sorbona, dove supervisionò una generazione di tesi post-dottorato francesi e delle sue capacità organizzative dagli anni '50 in poi nel guidare sforzi di ricerca di gruppo che erano modelli del mestiere di storico.

## Biografia
Nato da una famiglia di artigiani, a Barbezieux, nella Charente, Ernest Labrousse fu, nel 1911, segretario del Gruppo di Studi Sociali di Barbezieux, affiliato alla Federazione Comunista Rivoluzionaria (FRC) ribattezzata Federazione Comunista Anarchica (FCA) di cui divenne segretario dell'ovest della Francia, prima di unirsi a Parigi alla scuola di propaganda della FCA
Ernest Labrousse studiò al liceo Élie Vinet, poi storia alla Sorbona, seguendo in particolare i corsi di Aulard, e si interessò all'economia politica quando preparò il suo DES ("Diplôme d'études supérieures en France) nel 1913. Prestò servizio militare dal 18 dicembre 1914 nel 34º reggimento di fanteria e fu definitivamente riformato il 29 giugno 1915 con decisioni della commissione speciale di Bordeaux, successivamente confermate.
Dopo la fine della guerra, si iscrisse alla facoltà di diritto di Parigi nel 1919 perché la sua tesi, "Legislazione sociale rivoluzionaria dal 1789 all'anno III", lo costrinse a deviare verso questo settore. Tuttavia, nel 1926, ritornò alla storia economica vera e propria.

## Carriera professionale
Ernest Labrousse fu nominato direttore degli studi presso la IV sezione dell'École Pratique des Hautes Études nel 1938, su richiesta di Marc Bloch. Insegnò anche all'Istituto di studi politici di Parigi. In particolare tenne un corso sulla storia del socialismo.
La sua prima grande opera fu l'Esquisse du mouvement des prix et des revenus en France au XVIIIe siècle ("Schizzo del movimento dei prezzi e dei ricavi in Francia nel XVIII secolo", 1932), frutto della sua tesi di diritto sotto la direzione di Alberto Aftalion.  Sintetizzava diverse serie di dati sui prezzi dei prodotti alimentari e dei prodotti manifatturieri, sui redditi, compreso l’aumento inflazionistico delle rendite fondiarie, e sul ritardo dei salari nel corso del secolo, come parte dell’interazione tra tendenze economiche e attriti di classe che hanno portato infine alla rivoluzione.
Il lavoro di Labrousse si concentrò sulla Francia del XVIII e XIX secolo, ma la sua costante preoccupazione per metodi di lavoro che potrebbero essere estesi oltre i suoi argomenti, venne esemplificato. nel ciclo di studi sull'omaggio dei suoi allievi curato da Braudel e altri, Conjoncture économique, Structures sociales (Parigi, 1974). Il "modello Labrousse" della crisi di sussistenza nell'economia preindustriale del grano e dei tessili della Francia e il suo effetto nel far precipitare la Rivoluzione francese, dettagliato nella seconda delle sue due opere magistrali (gli valse una cattedra alla Sorbona), La Crise de l'économie française (1943), che Fernand Braudel definì "la più grande opera di storia apparsa in Francia nel corso degli ultimi venticinque anni".
Succedendo ad Albert Soboul nel 1982 come presidente degli Annali Storici della Rivoluzione Francese, conosciuti come la “Società di Studi Robespierristi” fondata da Mathiez nel 1907, mantenne questa carica fino alla sua morte. Fu il primo presidente della Società di Studi Jauresiani dal 1959 alla fine del 1981.
La sua biblioteca personale è conservata presso la biblioteca dell'Università Paris 8 Vincennes Saint-Denis.

### Impegno politico
Labrousse, in modo molto personale, rimase anche un attivista socialista molto attivo per tutta la sua vita. Giornalista presso L'Humanité, membro della SFIO nel 1916, aderisce al PCF dopo il Congresso di Tours, prima di ritornare ai socialisti nel 1925. Direttore della Revue Socialiste dal 1946 al 1954, fu per breve tempo il vicepresidente di Léon Blum, presidente del consiglio nel 1948.
Membro del PSU all'inizio degli anni '60, lasciò definitivamente l'attività politica nel 1967 senza abbandonare né il suo ideale marxista né la difesa dei diritti umani. Influenzato dai suoi impegni, Labrousse non può, per questo motivo, essere classificato come membro a pieno titolo dell'École des Annales, anche se deve a Marc Bloch la sua nomina a direttore degli studi nella IV sezione della Scuola pratica di studi avanzati in 1938.

### Lotta al negazionismo
Nel febbraio 1979 fu uno dei 34 firmatari della dichiarazione scritta da Léon Poliakov e Pierre Vidal-Naquet per smantellare la retorica negazionista di Robert Faurisson.

## Opere principali
- Esquisse du mouvement des prix et des revenus en France au XVIIIe siècle, 2 voll. Parigi, Dalloz, 1932
- La Crise de l'économie française à la fin de l'ancien régime et au début de la Révolution, Parigi, PUF, 1943
- Histoire économique et sociale de la France, 3 voll. Parigi, PUF, 1970-79.

## Premi e riconoscimenti
- Nel 1964 ricevette il titolo di dottore honoris causa dall'Università Jagellonica di Cracovia.[8]
- Nel 1979 ebbe il Premio Balzan per la storia (a pari merito con Giuseppe Tucci).
- Nella prefazione a I contadini di Balzac, lo storico Louis Chevalier lo cita tra gli storici-demografi che “trovarono qualcosa di nuovo da scoprire e da utilizzare in questa descrizione dell'economia e degli uomini” come la cifra Balzac.[9]